# Przecław (województwo lubuskie)
Przecław (niem. Ottendorf) – wieś w Polsce położona w województwie lubuskim, w powiecie żagańskim, w gminie Niegosławice.
W latach 1975–1998 miejscowość położona była w województwie zielonogórskim.

## Historia
Przecław powstał ok. 1240 jako wieś leśno-łanowa. W dokumentach z 1403 jest odnotowana jako Ottindorf, w XV i XVI wieś stanowiła gniazdo rodziny von Braun, z której wywodził się znany konstruktor rakiet Wernher von Braun. Od XVI do 1829 była własnością rodziny von Schkopp, a następnie kornprinca Wilhelma Pruskiego.

## Zabytki
Do wojewódzkiego rejestru zabytków wpisane są:
- kościół filialny pod wezwaniem św. Jakuba, z końca XIII wieku, XIV-XVII wieku, wybudowany z kamienia polnego, wielokrotnie przebudowywany. W wyposażeniu renesansowa chrzcielnica, ołtarz z pocz. XVII w. oraz płyty nagrobne z XVII-XVIII w.
- kościół ewangelicki, obecnie nie użytkowany, z 1769, przebudowywany w 1869, 1907 i 1927
- plebania ewangelicka, obecnie dom mieszkalny, z 1770 roku[6]
- park dworski, nie zachował się barokowy pałac z ok. 1720, w którym wiele razy gościł król August Mocny.
- zabudowa folwarczna z pocz. XIX w.